# Susana Hurtado Vallejo
Susana Hurtado Vallejo (Ciudad de México, 14 de enero de 1963. Es Dirigente Estatal de la Confederación Nacional de Organizaciones Populares (CNOP).Actualmente (2022) es Diputada Local por el Distrito 2.Fue diputada Local por el distrito XIII en la XIV Legislatura del Honorable Congreso del Estado de Quintana Roo presidente de la Comisión de Desarrollo Familiar y Grupos Vulnerables. Licenciada en  Administración de Empressas por la Universidad Nacional Autónoma de México, .

## Vida política
Inicia su vida en la administración pública, como subadministradora de la Aduana de Aguascalientes de 1987 a 1989, del 1990 al 2010 ocupa diversos cargos tanto en el gobierno del estado como en el Ayuntamiento de Benito Juárez, Quintana Roo. Del 2010 al 2012 fue diputado federal por el I Distrito Electoral Federal de Quintana Roo en la Cámara de Diputados durante la LXI Legislatura.